# Süllei László
Süllei László (Balassagyarmat, 1968. augusztus 8. –) magyar katolikus pap, a Budavári Nagyboldogasszony plébánia plébánosa, az Esztergom-Budapesti főegyházmegye érseki általános helynöke.

## Pályafutása
Esztergomban szentelték pappá 1992. június 20-án. Ezt követően Budapest–Felsővízivárosban szolgált káplánként 1992–1993-ban.
1993-tól 1998-ig érseki szertartó, 1998-tól 2002-ig érseki titkár, 2002-től 2011-ig prímási irodaigazgató volt. 1998-tól az Érseki Bíróság, 2007-től a Prímási Bíróság bírája, utóbbinak az elnöki teendőit is ellátja.
2010-től a Budavári Nagyboldogasszony plébánia plébánosa, 2011-től az Esztergom-Budapesti főegyházmegye érseki általános helynöke.

## Díjak
- A Magyar Érdemrend lovagkeresztje (2011)
- Pro Urbe Budapest díj(wd) (2015)[2]